# Férfi kézilabdatorna a 2011. évi nyári európai ifjúsági olimpiai fesztiválon
A 2011. évi nyári európai ifjúsági olimpiai fesztiválon a férfi kézilabda mérkőzéseket július 25. és július 29. között rendezték Trabzonban.

## Érmesek
| A 2011. évi nyári európai ifjúsági olimpiai fesztivál érmesei férfi kézilabdában | A 2011. évi nyári európai ifjúsági olimpiai fesztivál érmesei férfi kézilabdában | A 2011. évi nyári európai ifjúsági olimpiai fesztivál érmesei férfi kézilabdában | A 2011. évi nyári európai ifjúsági olimpiai fesztivál érmesei férfi kézilabdában |
| --- | --- | --- | -------------------------------------------------------------------------------- |
| Arany | Ezüst | Bronz |                                                                                  |
| Dánia · Sebastian Frandsen · Nicolaj Nielsen · Tobias Bogh · Oliver B. Pedersen · Kristian Bonefeld · Matias Damgaard · Andreas Jensen · Simon Jensen · Jesper Jorgensen · Lasse Andersson · Martin Christensen · Kristian Pedersen · Kasper Kildelund · Sebastian Thor | Németország · Marcel Engels · Kevin Herbst · Max Emanuel · Fabian Hartwich · Andreas Bornemann · Timo Kastening · Paul Tiede · Lars Spiess · Jannik Kohlbacher · Tom Spiess · Jonas Maier · Jaron Paul Siewert · Tim Keupp · Christopher Rudeck | Szerbia · Nikola Novakovic · Nemanja Belos · Janko Gemaljevic · Igor Mrsulja · Nemanja Mladenovic · Dejan Babic · Rastko Spasojevic · Nikola Potic · Ilija Stankovic · Bojan Radjenovic · Aleksandar Radovanovic · Stefan Radulovic · Nemanja Prascevic · Ivan Popovic |                                                                                  |

## Csoportkör

### A csoport
| Csapat        | M | Gy | D | V | G+ | G- | Gk | P |
| ------------- | - | -- | - | - | -- | -- | -- | - |
| Franciaország | 3 | 3  | 0 | 0 | 76 | 68 | +8 | 6 |
| Németország   | 3 | 2  | 0 | 1 | 80 | 74 | +6 | 4 |
| Horvátország  | 3 | 1  | 0 | 2 | 69 | 75 | –6 | 2 |
| Svájc         | 3 | 0  | 0 | 3 | 78 | 86 | –8 | 0 |

| 2011. július 25. 11:00 | Franciaország         | 27–76       | Svájc                         | Carsibasi Sports Hall, Trabzon, Törökország Játékvezetők: Jakob Hansen, Thomas Nielsen (DEN) |
| 2011. július 25. 11:00 | Mathieu Chasseboeuf 7 | (15–13)     | Luka Maros 6 Pascal Vernier 6 | Carsibasi Sports Hall, Trabzon, Törökország Játékvezetők: Jakob Hansen, Thomas Nielsen (DEN) |
| 2011. július 25. 11:00 | 3× 2×                 | Jegyzőkönyv | 3× 1×                         | Carsibasi Sports Hall, Trabzon, Törökország Játékvezetők: Jakob Hansen, Thomas Nielsen (DEN) |

| 2011. július 25. 13:30 | Horvátország     | 20–28       | Németország   | Carsibasi Sports Hall, Trabzon, Törökország Játékvezetők: Pablo Garcia, Alberto Murillo (ESP) |
| 2011. július 25. 13:30 | Luka Mrakovcic 5 | (9–15)      | Max Emanuel 6 | Carsibasi Sports Hall, Trabzon, Törökország Játékvezetők: Pablo Garcia, Alberto Murillo (ESP) |
| 2011. július 25. 13:30 | 2× 3×            | Jegyzőkönyv | 6× 2×         | Carsibasi Sports Hall, Trabzon, Törökország Játékvezetők: Pablo Garcia, Alberto Murillo (ESP) |

| 2011. július 26. 11:00 | Franciaország       | 28–22       | Németország  | Carsibasi Sports Hall, Trabzon, Törökország Játékvezetők: Kim Astrom, Marielle Astrom (SWE) |
| 2011. július 26. 11:00 | Alexandre Saidani 5 | (13–12)     | Tom Spiess 6 | Carsibasi Sports Hall, Trabzon, Törökország Játékvezetők: Kim Astrom, Marielle Astrom (SWE) |
| 2011. július 26. 11:00 | 5× 1×               | Jegyzőkönyv | 4× 1×        | Carsibasi Sports Hall, Trabzon, Törökország Játékvezetők: Kim Astrom, Marielle Astrom (SWE) |

| 2011. július 26. 13:30 | Svájc            | 26–29       | Horvátország    | Carsibasi Sports Hall, Trabzon, Törökország Játékvezetők: Jakob Hansen, Thomas Nielsen (DEN) |
| 2011. július 26. 13:30 | Pascal Vernier 9 | (10–14)     | Ante Grbavac 10 | Carsibasi Sports Hall, Trabzon, Törökország Játékvezetők: Jakob Hansen, Thomas Nielsen (DEN) |
| 2011. július 26. 13:30 | 3× 3×            | Jegyzőkönyv | 9× 2×           | Carsibasi Sports Hall, Trabzon, Törökország Játékvezetők: Jakob Hansen, Thomas Nielsen (DEN) |

| 2011. július 27. 11:00 | Franciaország       | 21–20       | Horvátország     | Carsibasi Sports Hall, Trabzon, Törökország Játékvezetők: Pablo Garcia, Alberto Murillo (ESP) |
| 2011. július 27. 11:00 | Vincent Thouvenot 4 | (11–8)      | Luka Mrakovcic 5 | Carsibasi Sports Hall, Trabzon, Törökország Játékvezetők: Pablo Garcia, Alberto Murillo (ESP) |
| 2011. július 27. 11:00 | 3× 3×               | Jegyzőkönyv | 3×               | Carsibasi Sports Hall, Trabzon, Törökország Játékvezetők: Pablo Garcia, Alberto Murillo (ESP) |

| 2011. július 27. 13:30 | Németország  | 30–26       | Svájc             | Carsibasi Sports Hall, Trabzon, Törökország Játékvezetők: Kevin Bosch, Benjamin Horeschy (AUT) |
| 2011. július 27. 13:30 | Tom Spiess 7 | (17–11)     | Yves Muehlebach 6 | Carsibasi Sports Hall, Trabzon, Törökország Játékvezetők: Kevin Bosch, Benjamin Horeschy (AUT) |
| 2011. július 27. 13:30 | 6× 3×        | Jegyzőkönyv | 5×                | Carsibasi Sports Hall, Trabzon, Törökország Játékvezetők: Kevin Bosch, Benjamin Horeschy (AUT) |

### B csoport
| Csapat        | M | Gy | D | V | G+  | G-  | Gk  | P |
| ------------- | - | -- | - | - | --- | --- | --- | - |
| Szerbia       | 3 | 3  | 0 | 0 | 117 | 84  | +33 | 6 |
| Dánia         | 3 | 2  | 0 | 1 | 99  | 73  | +26 | 4 |
| Spanyolország | 3 | 1  | 0 | 2 | 79  | 89  | –10 | 2 |
| Törökország   | 3 | 0  | 0 | 3 | 70  | 119 | –49 | 0 |

| 2011. július 25. 15:50 | Spanyolország                  | 29–35       | Szerbia            | Carsibasi Sports Hall, Trabzon, Törökország Játékvezetők: Arthur Brunner, Morad Salah (SUI) |
| 2011. július 25. 15:50 | Ignacio Plaza 4 David Garcia 4 | (17–15)     | Stefan Radulovic 8 | Carsibasi Sports Hall, Trabzon, Törökország Játékvezetők: Arthur Brunner, Morad Salah (SUI) |
| 2011. július 25. 15:50 | 3× 1×                          | Jegyzőkönyv | 8× 3×              | Carsibasi Sports Hall, Trabzon, Törökország Játékvezetők: Arthur Brunner, Morad Salah (SUI) |

| 2011. július 25. 18:30 | Dánia              | 44–16       | Törökország          | Carsibasi Sports Hall, Trabzon, Törökország Játékvezetők: Kevin Bosch, Benjamin Horeschy (AUT) |
| 2011. július 25. 18:30 | Nicolaj Nielsen 11 | (21–8)      | Yakup Yasar Simsar 5 | Carsibasi Sports Hall, Trabzon, Törökország Játékvezetők: Kevin Bosch, Benjamin Horeschy (AUT) |
| 2011. július 25. 18:30 | 4× 3×              | Jegyzőkönyv | 11× 2×               | Carsibasi Sports Hall, Trabzon, Törökország Játékvezetők: Kevin Bosch, Benjamin Horeschy (AUT) |

| 2011. július 12. 16:00 | Spanyolország                               | 33–23       | Törökország          | Carsibasi Sports Hall, Trabzon, Törökország Játékvezetők: Sandra Stanojevic, Milica Denic (SRB) |
| 2011. július 12. 16:00 | Ignacio Plaza 5 Diego Pineiro 5 Jon Azkue 5 | (16–13)     | Yakup Yasar Simsar 9 | Carsibasi Sports Hall, Trabzon, Törökország Játékvezetők: Sandra Stanojevic, Milica Denic (SRB) |
| 2011. július 12. 16:00 | 9× 3×                                       | Jegyzőkönyv | 9× 3×                | Carsibasi Sports Hall, Trabzon, Törökország Játékvezetők: Sandra Stanojevic, Milica Denic (SRB) |

| 2011. július 26. 18:30 | Szerbia               | 40–24       | Dánia          | Carsibasi Sports Hall, Trabzon, Törökország Játékvezetők: Jean Loup Oudin, Cedric Meyer (FRA) |
| 2011. július 26. 18:30 | Nemanja Mladenovic 10 | (18–13)     | Simon Jensen 5 | Carsibasi Sports Hall, Trabzon, Törökország Játékvezetők: Jean Loup Oudin, Cedric Meyer (FRA) |
| 2011. július 26. 18:30 | 4× 2×                 | Jegyzőkönyv | 1×             | Carsibasi Sports Hall, Trabzon, Törökország Játékvezetők: Jean Loup Oudin, Cedric Meyer (FRA) |

| 2011. július 27. 16:00 | Spanyolország   | 17–31       | Dánia                             | Carsibasi Sports Hall, Trabzon, Törökország Játékvezetők: Arthur Brunner, Morad Salah (SUI) |
| 2011. július 27. 16:00 | Ignacio Plaza 5 | (10–13)     | Jesper Jorgensen 6 Simon Jensen 6 | Carsibasi Sports Hall, Trabzon, Törökország Játékvezetők: Arthur Brunner, Morad Salah (SUI) |
| 2011. július 27. 16:00 | 3×              | Jegyzőkönyv | 2× 3×                             | Carsibasi Sports Hall, Trabzon, Törökország Játékvezetők: Arthur Brunner, Morad Salah (SUI) |

| 2011. július 27. 18:30 | Törökország           | 31–42       | Szerbia        | Carsibasi Sports Hall, Trabzon, Törökország Játékvezetők: Kim Astrom, Marielle Astrom (SWE) |
| 2011. július 27. 18:30 | Yakup Yasar Simsar 11 | (18–24)     | Nikola Potic 8 | Carsibasi Sports Hall, Trabzon, Törökország Játékvezetők: Kim Astrom, Marielle Astrom (SWE) |
| 2011. július 27. 18:30 | 4× 3×                 | Jegyzőkönyv | 5× 2×          | Carsibasi Sports Hall, Trabzon, Törökország Játékvezetők: Kim Astrom, Marielle Astrom (SWE) |

## Az 5–8. helyért
| 2011. július 28. 16:00 | Horvátország                      | 30–13       | Törökország          | Carsibasi Sports Hall, Trabzon, Törökország Játékvezetők: Sandra Stanojevic, Milica Denic (SRB) |
| 2011. július 28. 16:00 | Bruno Butorac 6 Vlado Matanovic 6 | (14–7)      | Yakup Yasar Simsar 4 | Carsibasi Sports Hall, Trabzon, Törökország Játékvezetők: Sandra Stanojevic, Milica Denic (SRB) |
| 2011. július 28. 16:00 | 3×                                | Jegyzőkönyv | 1× 3×                | Carsibasi Sports Hall, Trabzon, Törökország Játékvezetők: Sandra Stanojevic, Milica Denic (SRB) |

| 2011. július 28. 18:30 | Svájc            | 29–36       | Spanyolország  | Carsibasi Sports Hall, Trabzon, Törökország Játékvezetők: Jean Loup Oudin, Cedric Meyer (FRA) |
| 2011. július 28. 18:30 | Pascal Vernier 7 | (16–16)     | Arnau Garcia 9 | Carsibasi Sports Hall, Trabzon, Törökország Játékvezetők: Jean Loup Oudin, Cedric Meyer (FRA) |
| 2011. július 28. 18:30 | 5× 3×            | Jegyzőkönyv | 4× 3×          | Carsibasi Sports Hall, Trabzon, Törökország Játékvezetők: Jean Loup Oudin, Cedric Meyer (FRA) |

### A 7. helyért
| 2011. július 29. 09:00 | Svájc           | 26–27       | Törökország                             | Carsibasi Sports Hall, Trabzon, Törökország Játékvezetők: Tatyana Berezkina, Viktoria Aplaidze (RUS) |
| 2011. július 29. 09:00 | Joel Tynowski 8 | (11–15)     | Yakup Yasar Simsar 7 Yakup Mert Bunul 7 | Carsibasi Sports Hall, Trabzon, Törökország Játékvezetők: Tatyana Berezkina, Viktoria Aplaidze (RUS) |
| 2011. július 29. 09:00 | 6× 2×           | Jegyzőkönyv | 8× 2×                                   | Carsibasi Sports Hall, Trabzon, Törökország Játékvezetők: Tatyana Berezkina, Viktoria Aplaidze (RUS) |

### Az 5. helyért
| 2011. július 29. 11:30 | Spanyolország  | 28–24       | Horvátország     | Carsibasi Sports Hall, Trabzon, Törökország Játékvezetők: Kevin Bosch, Benjamin Horeschy (AUT) |
| 2011. július 29. 11:30 | David Garcia 5 | (12–11)     | Tomislav Babic 6 | Carsibasi Sports Hall, Trabzon, Törökország Játékvezetők: Kevin Bosch, Benjamin Horeschy (AUT) |
| 2011. július 29. 11:30 | 1× 2×          | Jegyzőkönyv | 1× 3×            | Carsibasi Sports Hall, Trabzon, Törökország Játékvezetők: Kevin Bosch, Benjamin Horeschy (AUT) |

## Elődöntők
| 2011. július 28. 11:00 | Franciaország | 23–24       | Dánia             | Carsibasi Sports Hall, Trabzon, Törökország Játékvezetők: Tatyana Berezkina, Viktoria Aplaidze (RUS) |
| 2011. július 28. 11:00 | Rudy Seri 4   | (15–14)     | Matias Damgaard 8 | Carsibasi Sports Hall, Trabzon, Törökország Játékvezetők: Tatyana Berezkina, Viktoria Aplaidze (RUS) |
| 2011. július 28. 11:00 | 5× 3×         | Jegyzőkönyv | 3× 2×             | Carsibasi Sports Hall, Trabzon, Törökország Játékvezetők: Tatyana Berezkina, Viktoria Aplaidze (RUS) |

| 2011. július 28. 13:30 | Németország     | 36–33       | Szerbia             | Carsibasi Sports Hall, Trabzon, Törökország Játékvezetők: Jakob Hansen,, Thomas Nielsen (DEN) |
| 2011. július 28. 13:30 | Marcel Engels 9 | (21–16)     | Stefan Radulovic 11 | Carsibasi Sports Hall, Trabzon, Törökország Játékvezetők: Jakob Hansen,, Thomas Nielsen (DEN) |
| 2011. július 28. 13:30 | 7× 3×           | Jegyzőkönyv | 7× 4×               | Carsibasi Sports Hall, Trabzon, Törökország Játékvezetők: Jakob Hansen,, Thomas Nielsen (DEN) |

## Bronzmérkőzés
| 2011. július 29. 14:00 | Franciaország       | 28–31       | Szerbia               | Carsibasi Sports Hall, Trabzon, Törökország Játékvezetők: Pablo Garcia, Alberto Murillo (ESP) |
| 2011. július 29. 14:00 | Alexandre Saidani 5 | (14–21)     | Nemanja Mladenovic 12 | Carsibasi Sports Hall, Trabzon, Törökország Játékvezetők: Pablo Garcia, Alberto Murillo (ESP) |
| 2011. július 29. 14:00 | 4× 3×               | Jegyzőkönyv | 4× 4×                 | Carsibasi Sports Hall, Trabzon, Törökország Játékvezetők: Pablo Garcia, Alberto Murillo (ESP) |

## Döntő
| 2011. július 29. 16:00 | Dánia                                 | 28–26 (h. u.)       | Németország      | Carsibasi Sports Hall, Trabzon, Törökország Játékvezetők: Arthur Brunner, Morad Salah (SUI) |
| 2011. július 29. 16:00 | Jesper Jorgensen 5 Kasper Kildelund 5 | (10–11, 22–22, 6–4) | Marcel Engels 10 | Carsibasi Sports Hall, Trabzon, Törökország Játékvezetők: Arthur Brunner, Morad Salah (SUI) |
| 2011. július 29. 16:00 | 2× 3×                                 | Jegyzőkönyv         | 4× 2×            | Carsibasi Sports Hall, Trabzon, Törökország Játékvezetők: Arthur Brunner, Morad Salah (SUI) |

## Végeredmény
| Helyezés | Nemzet        | M | Gy | D | V | Rg  | Kg  | Gk  | P |
| -------- | ------------- | - | -- | - | - | --- | --- | --- | - |
| Arany    | Dánia         | 5 | 4  | 0 | 1 | 151 | 122 | +29 | 8 |
| Ezüst    | Németország   | 5 | 3  | 0 | 2 | 142 | 135 | +7  | 6 |
| Bronz    | Szerbia       | 5 | 4  | 0 | 1 | 181 | 148 | +33 | 8 |
| 4.       | Franciaország | 5 | 3  | 0 | 2 | 127 | 123 | +4  | 6 |
|          |               |   |    |   |   |     |     |     |   |
| 5.       | Spanyolország | 5 | 3  | 0 | 2 | 143 | 142 | +1  | 6 |
| 6.       | Horvátország  | 5 | 2  | 0 | 3 | 123 | 116 | +7  | 4 |
| 7.       | Törökország   | 5 | 1  | 0 | 3 | 110 | 175 | -65 | 2 |
| 8.       | Svájc         | 5 | 0  | 0 | 5 | 133 | 149 | -16 | 0 |